# Dokusat
Dokusat ist ein deutscher Fernsehsender mit Sitz in Berlin. Er gehört zur Berliner Fernseh Gruppe, die auch die TV-Kanäle DMF, Telegold, Volksmusik TV und Lilo TV betreibt.
Der Sender hat seinen Sitz in Berlin und wird von der Medienanstalt Berlin-Brandenburg beaufsichtigt.
Der Sendebetrieb begann am 1. Januar 2024. Es handelt sich hierbei um einen privat finanzierten kommerziellen Fernsehsender, der bundesweit in Deutschland in SDTV und HDTV verbreitet wird. Der Sender ist bundesweit in Kabelnetzen, via IPTV sowie über Satellit Astra zu empfangen.

## Programm
Es werden vorrangig Dokumentationen ausgestrahlt, aber auch Magazine, Reportagen, Serien und Spielfilme gesendet. Die Themengebiete Tiere, Natur, Reisen, Kulinarik, Kultur, Wissen und Geschichte bilden den Schwerpunkt.
Mit Natur- und Tierdokumentationen bestreitet der Sender sein Tagesprogramm sowie die Primetime montags bis freitags jeweils um 20:15 Uhr. Hier wird unter anderem die Sendereihe Tiere vor der Kamera ausgestrahlt. Werktags am Vormittag sendet der Kanal auch Zoo-Dokumentationen, unter anderem in Zusammenarbeit mit dem Kölner Zoo.
Dokumentationen zum Thema Geschichte sendet Dokusat täglich zwischen 22 Uhr und 6 Uhr morgens. Zusätzlich in der Hauptsendezeit am Samstag und Sonntag jeweils um 20:15 Uhr bis 22 Uhr.

### Natur- und Tierdokumentationen
- Tiere vor der Kamera, Filmreihe des ARD/BR, ferner sind auch Produktionen internationaler Herkunft im Programm.[6] Deutschland 1974–2021
- Helden der Evolution, Tier und Naturdokumentationen, Australien/Deutschland 2019, ZDF/3sat[7]
- Inseln der Zukunft, Naturdokumentationen, Deutschland 2015, WDR/arte[8]

### Geschichtsdokumentationen
- Der Zweite Weltkrieg – Der Weg zum Sieg in Farbe, Geschichtsdokumentation, Großbritannien 2021, Netflix[9]
- Hitlers Blitzkrieg, Geschichtsdokumentation, Deutschland 2010, Spiegel TV

### Kulinarik
- So schmeckt die Welt, Genuss- und Reisemagazin, Deutschland 2005–2024

## Verbreitung
Der Fernsehsender wird linear als SDTV und HDTV verbreitet. Beide Varianten senden das gleiche Signal in technisch unterschiedlicher Qualität. Der Sender nutzt alle linearen Übertragungswege für seine TV-Verbreitung.
Der Sender wird deutschlandweit verbreitet und nutzt freigewordene Sendekapazitäten von TV-Sendern wie seit 1. Januar 2024 Welt der Wunder TV (Satellit), Bild TV, ServusTV Deutschland sowie ab 1. Februar 2025 Das Erste, welche ihre Übertragung beendet haben.

### Kabelnetz
- Vodafone
- Pÿur (ehemalis Tele Columbus)
- willy.tel
- wilhelm.tel
- NetCologne/Aachen u. a.
- DNMG[10]

### Satellit
- Astra, Frequenz: 12.663/H/22000; ab 1. Februar auch  11.836/H/27500[11]

### IPTV/OTT
- Zattoo, Waipu, Ocilion-Netze u. a.[11]
- Livestream – DOKUSAT betreibt zusätzlich auf seiner Webseite die Verbreitung das linearen Signals in HDTV.

### Österreich und Schweiz
Der Empfang des deutschen Programms in Österreich und der Schweiz über Satellit sowie Kabelnetze wie beispielsweise Swisscom. Dokusat betreibt kein eigenes Programm für Österreich und die Schweiz.

## Finanzierung
Der Fernsehsender finanziert sich aus Werbeeinnahmen. So strahlt der Sender Werbespots sowie Teleshopping aus.
Die Werbevermarktung erfolgt durch den nationalen TV-Vermarkter Visoon, einer Tochter von Paramount und des Axel-Springer-Verlags, der auch Fernsehsender wie Welt, N24 Doku, Comedy Central, Nickelodeon oder MTV vermarktet.